# Fanfarlo
Pour la nouvelle de Charles Baudelaire, voir La Fanfarlo.

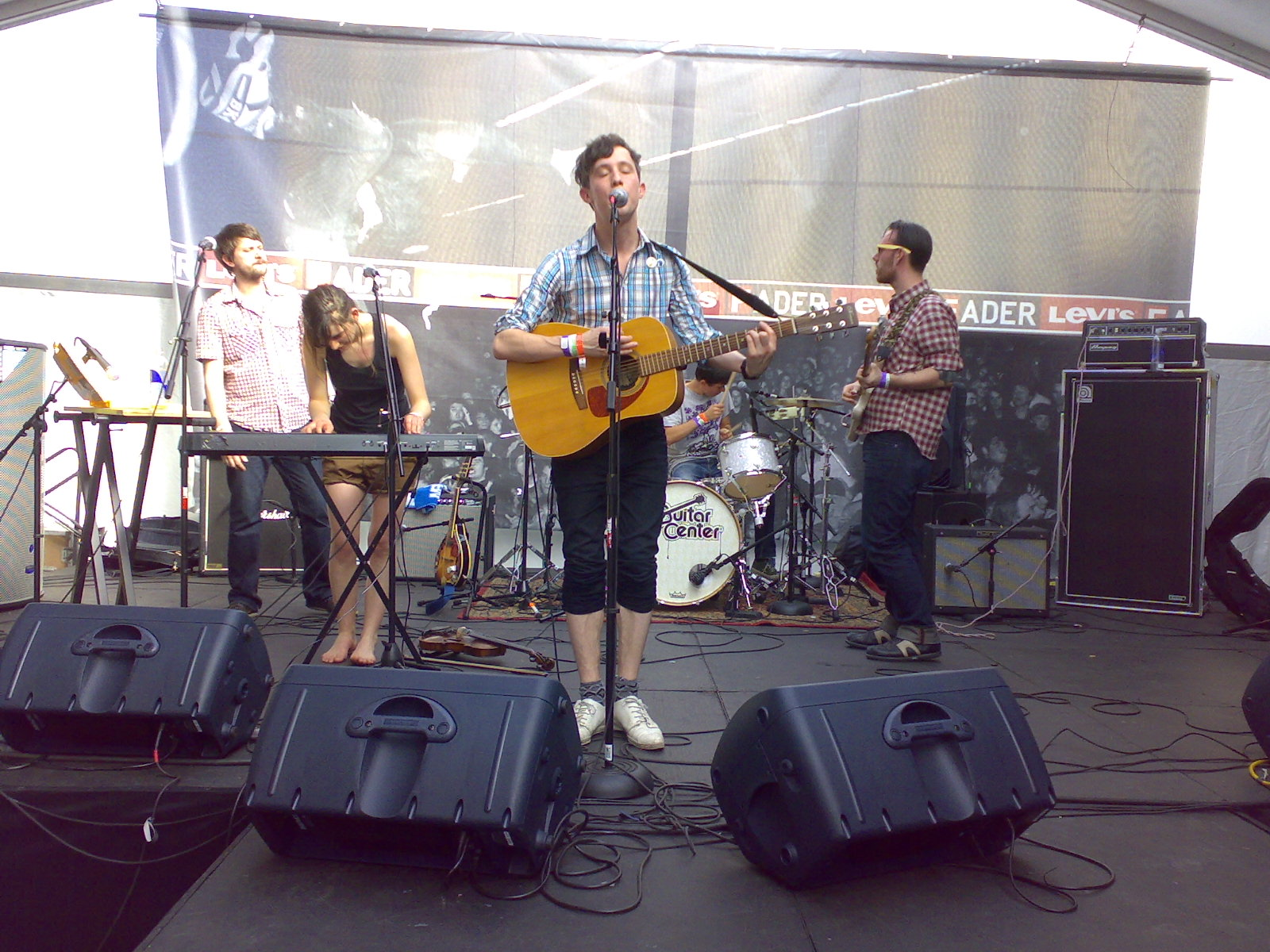
Fanfarlo en 2008.

Fanfarlo est un groupe d'indie pop d'origine anglaise créé en 2006 par le Suédois Simon Balthazar et Giles J. Davis (qui a par la suite quitté le groupe avant la sortie du premier single). Ils parviennent à allier des éléments folk, indie rock et post punk grâce à l'utilisation d'instruments éclectiques incluant la trompette, le violon, la mandoline, la scie musicale et la clarinette.
Le groupe, dont le nom est tiré d'une nouvelle de Baudelaire, La Fanfarlo, a commencé à jouer dans de petits clubs indépendants de Londres en 2006.
Leur premier album, Reservoir, a été enregistré en octobre et novembre 2008 aux Tarquin Studios dans le Connecticut, USA. Il est produit par Peter Katis (The National, Interpol) et sort en février 2009 sur le label du groupe Raffle Bat et par la suite sur Canvasback (Atlantic) qui sort l'album en octobre 2009 pour les États-Unis et le Royaume-Uni et en avril 2010 pour le reste de l'Europe.
Leur single The Walls Are Coming Down sort en septembre 2009. Le clip a été réalisé par Iain Forsyth and Jane Pollard et le prestidigitateur Roslyn Walker joue "L'Evasion d'une camisole de force en suspension", une cascade rendue célèbre par Harry Houdini au début des années 1900. La cascade est également  incorporée au concert donné par le groupe au Webster Hall de New York le 19 décembre 2009 (cette fois ci, c'est l'artiste Michael Lee qui se charge de la cascade).

## Membres du groupe
- Amos Memon   - batterie, percussions, chant
- Cathy Lucas - violon, mandoline, xylophone, chant, scie musicale
- Justin Finch - basse, chant
- Leon Beckenham - trompette, piano, glockenspiel, melodica, chant
- Simon Balthazar - chant, guitare, clavier, mandoline, saxophone, clarinette

## Dans les médias
La chanson Ghosts illustre une scène de l'épisode 2 de la saison 6 de Grey's Anatomy. Fire Escape est présente dans l'épisode 4 de la saison 6 de Docteur House. On retrouve également la chanson I'm A Pilot dans le dernier épisode de la saison 4 de Chuck.
Le 15 février 2010, le groupe passe pour la première fois à la télé américaine, dans l'émission Late Show with David Letterman, où ils jouent la chanson Harold T. Wilkins, or How to Wait for a Very Long Time. Ils ont aussi participé aux émissions Last Call de Carson Daly et à L'Album de la Semaine sur Canal +.
En 2010, leurs chansons Comets et Luna figurent dans le film indépendant portugais Um Funeral à Chuva (littéralement Des funérailles sous la pluie).
Ils participent à la BO de Twilight, chapitre III : Hésitation avec la chanson Atlas. La chanson fut réenregistrée à Austin au Texas spécialement pour le film et figure dans l'épisode III de leur web série, Under the Reservoir. Harold T. Wilkins, or How to Wait for a Very Long Time fait aussi partie de la BO du film sorti en 2010 Trop Loin Pour Toi (Going The Distance) avec Drew Barrymore et Justin Long.
En 2010, la partie instrumentale de la chanson The Walls Are Coming Down est utilisée pour la publicité pour la nouvelle caméra digitale Canon Powershot Sx210 IS.

## Web Série
En mars 2010, le vidéaste Brian Gonzalez suit le groupe qui joue pour la troisième fois au festival SXSW à Austin au Texas. Une série en quatre parties intitulée Under the Reservoir est visible depuis le 14 juin 2010, sur leur site. Chaque épisode redonne vie aux deux sinistres filles de la pochette de leur album et le groupe fait partager leurs expériences personnelles de tournée.

## Discographie

### Albums
- Reservoir (2009, Raffle Bat/Atlantic/Canvasback)
- Rooms filled with light (2012, Atlantic Records)
- Let's go extinct (2014, New World Records)

### Singles
- Talking Backwards (2006, Fortuna POP!)
- You Are One Of The Few Outsiders Who Really Understands Us (2007, Label Fandango)
- Fire Escape (2007, White Heat)
- Harold T. Wilkins (2008, Felt Tip Records, split single with Sleeping States)
- Drowning Men (2009, Moshi Moshi Records)
- The Walls Are Coming Down (2009, Moshi Moshi Records)
- Harold T. Wilkins or How To Wait A Very Long Time (2010, Atlantic Records)
- You Are One / What Makes You Think You're The One (2010 Record Store Day Exclusive -édition limitée à 3500 unités Atlantic Records)

### Actualités
Ils font durant l'été 2012 une tournée des festivals d'Europe, passant notamment à Musilac à Aix les Bains le 14 juillet, et sont à retrouver en Espagne, aux festivals Santander Music et Monkeys Days, à l'Apolo de Barcelone, à Madrid au Théâtre Lara, au Capitol de Saint Jacques de Compostelle, et au festival Desleste à Valence.